# Diego Medina (boliwijski piłkarz)
Diego Daniel Medina Roman (ur. 13 stycznia 2002 w Santa Cruz) – boliwijski piłkarz występujący na pozycji prawego obrońcy, reprezentant Boliwii, od 2021 roku zawodnik Always Ready.